# Пайл, Уильям Андерсон
Уильям Андерсон Пайл (англ. William Anderson Pile; 11 февраля 1829 — 7 июля 1889) — американский политик, 8-й губернатор территории Нью-Мексико, генерал Армии Союза во время Гражданской войны в США.

## Ранняя жизнь
Родился недалеко от Индианаполиса, штат Индиана, в семье Джейкоба Пайла и Комфорт Уильямс, и вскоре вместе с семьёй переехал в Сент-Луис, штат Миссури.

## Образование
Пайл закончил подготовительные курсы, изучил теологию после чего стал служителем Методистской епископальной церкви и членом Миссурийской конференции.

## Гражданская война

Уильям Пайл во время Гражданской войны

С началом Гражданской войны Уильям вступил в Армию Союза в должности капеллана 1-го Миссурийского полка легкой артиллерии в 1861 году, служа под началом полковника Клинтона Боуэна Фиска. Через 11 месяцев службы 1 марта 1862 года был назначен капитаном 1-й батареи 1-й легкой артиллерии штата Миссури, располагавшейся около Коринта, штат Миссисипи. Месяц спустя стал подполковником 33-го Миссурийского пехотного полка, известного как «полк торговцев», поскольку был набран под эгидой Союзной Торговой биржи Сент-Луиса. 23 декабря 1862 года стал полковником и вместе с полком двинулся в Арканзас. Полк в основном был занят гарнизонной службой, но в марте 1863 года принял участие в экспедиции, которая пыталась найти обходной путь к Виксбергу через реку Язу. В этом же году был произведён в бригадные генералы и получил в командование 1-ю бригаду 1-й дивизии цветных войск США,располагавшаяся в Бентоне. 26 декабря 1864 года был назначен командующим поста Порт-Хадсона, штат Луизиана и занимал эту должность до 13 февраля 1865 года, получив временное повышено до генерал-майора.
Самый значительный вклад в военные действия был сделан во время кампании по захвату Мобилы, штат Алабама, в апреле 1865 года, где, командуя своей 1-й бригадой, получил звание генерал-майора "за доблестные и достойные заслуги при осаде и взятии форта Блэкли, штат Алабама.
24 августа 1865 года был отправлен в отставку.

## Карьера
После отставки в 1866 году Пайл был избран от республиканцев в Палаты представителей США от штата Миссури, занимал эту должность с 1867 по 1869 год, потерпев неудачу при переизбрании в 1868 году. Также в этот период занимал должность председателя Комитета по расходам в почтовом департаменте.

### Губернатор Нью-Мексико
В 1869 году президент США Хайрам Улисс Грант назначил Уильяма послом в Венесуэлу и Бразилию, но через короткий промежуток времени был отозван и назначен губернатором Нью-Мексико. Его губернаторство было противоречивым, Пайл не был сторонником прав коренных американцев, согласно отчёту Центра записей и архивов территории Нью-Мексико, он занял жёсткую позицию по индейскому вопросу, поручал судьям по делам завещаний формировать отряды для преследования, и в некоторых случаях уничтожения, индейцев, замеченных в мародерстве за пределами их резерваций. Также, по некоторым источникам, Уильям помимо того, что использовал свой статус, чтобы стать вице-президентом компании «Maxwell Land Grant and Railroad Company», которая имела во владении около 2 миллионов акров земли в Нью-Мексико, способствовал признанию территориальных претензий Мексики недействительными, он приказал территориальному библиотекарю продать или уничтожить большую часть архивов, в которые входили документы, оставшиеся со времён испанского владения регионом.

### Посол в Венесуэле
В 1871 году президент переназначил Пайла послом в Венесуэлу, где он проработал до 1874 года и помог основать частную корпорацию «La Guaira and Caracas Railway Company Ltd.», которая построила 23-мильную узкоколейную железную дорогу между Ла-Гиарой и Каракасом.

## Последние годы жизни и смерть
В 1886 году Пайл переехал в Монровию, штат Калифорния, и приобрёл участок площадью 50 акров, где стал выращивать винные сорта винограда. В следующем году он поручил известным архитекторам из Северной Калифорнии Сэмюэлю и Джозефу Кэтер Ньюсомам спроектировать для него дом «Idlewild» на 255 N. Mayflower Avenue.
В Монровии он был влиятельной и уважаемой фигурой в обществе. За три года он успел побывать в должности мэра, помочь в регистрации города в 1887 году, стать членом Городского Совета по Здравоохранению и Ассоциации производителей фруктов предгорья.
7 июля 1889 года он подал заявление на должность генерального консула в Мельбурне, Австралия, но в том же году заболел пневмонией и умер в Монровии. Уильям был похоронен вместе со своим сыном, Уильямом Пайлом, на кладбище «Live Oak», по адресу 200 E. Duarte Road.

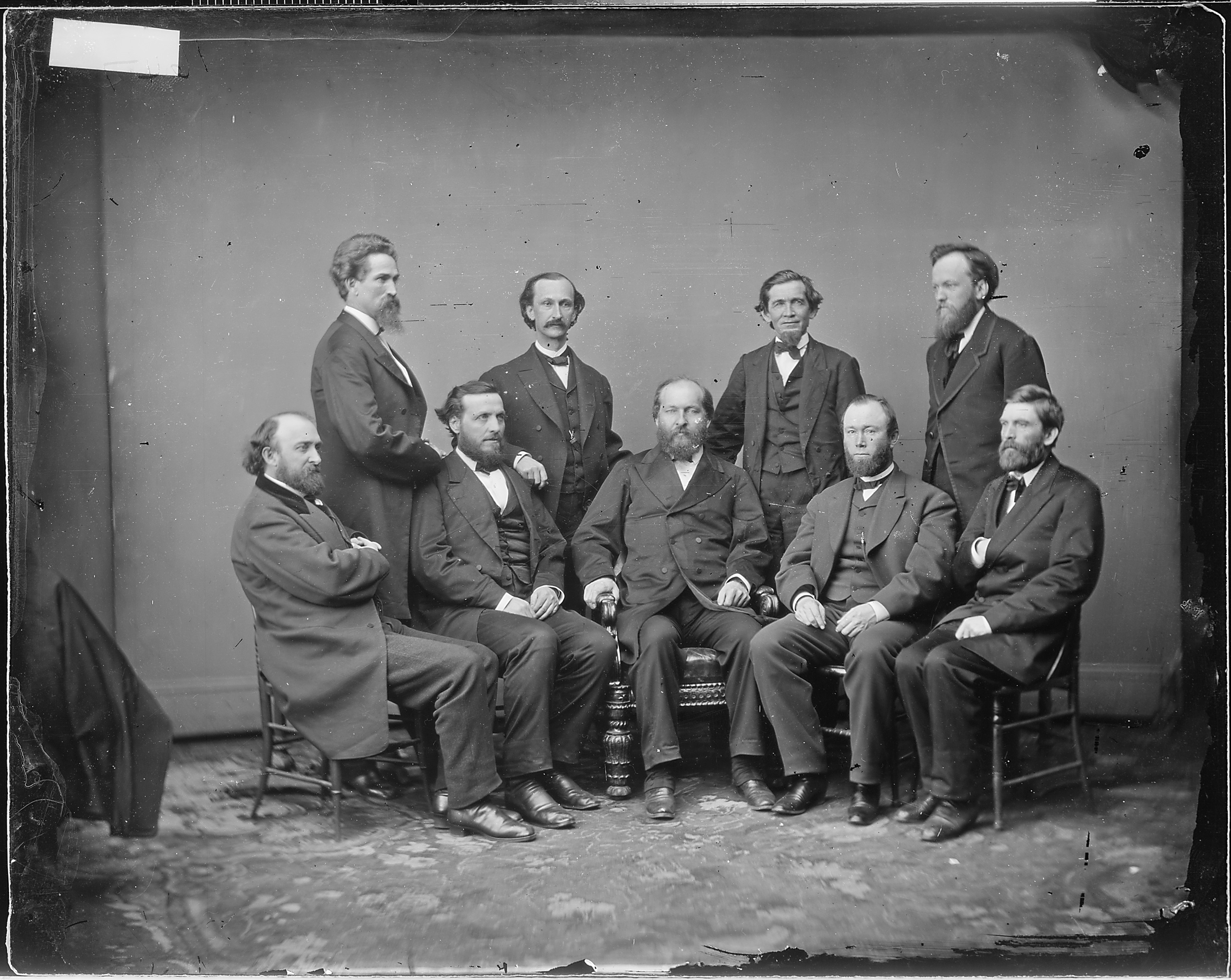
Третий человек слева — Уильям Пайл.